# East Finchley
East Finchley è una stazione della metropolitana di Londra, situata lungo la diramazione di High Barnet della linea Northern.

## Storia

### La stazione della EH&LR / GNR

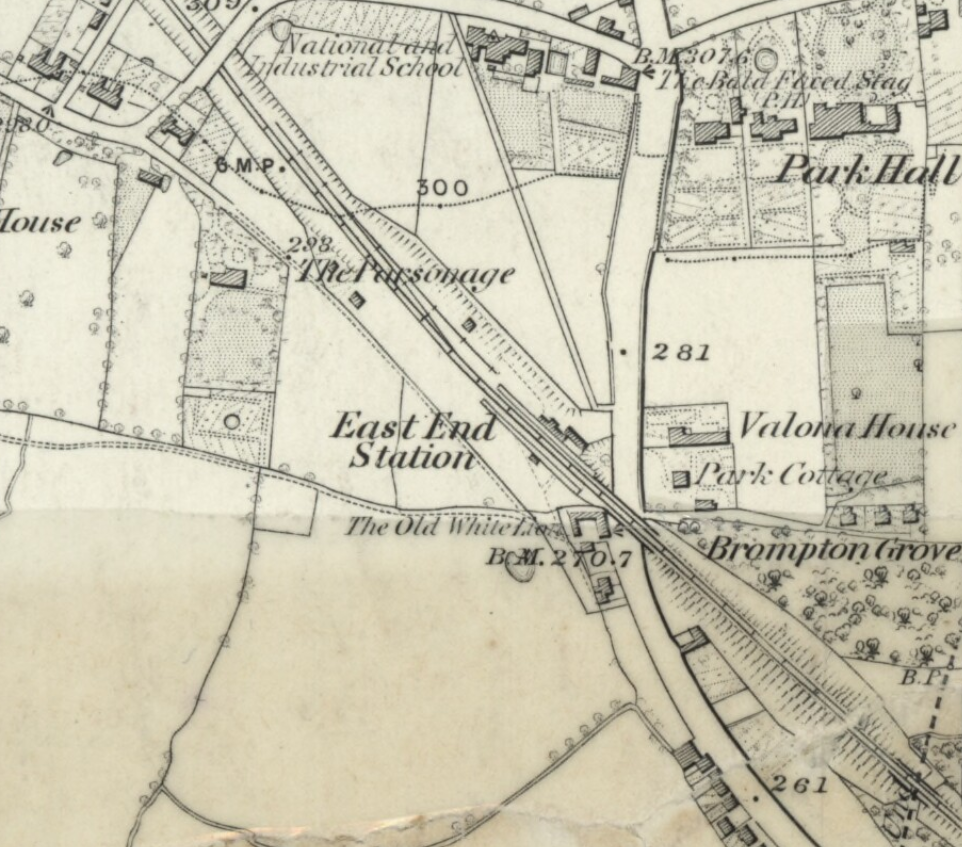
La stazione di East Finchley (all'epoca East End) su una mappa del 1873

La stazione di East Finchley è stata aperta come East End, Finchley dalla Edgware, Highgate and London Railway (EH&LR) sulla linea di collegamento tra la stazione di Finsbury Park e quella di Edgware. Prima dell'apertura, avvenuta nell'agosto 1867, la stazione è stata rilevata dalla Great Northern Railway (GNR). La stazione ha cambiato nome nell'attuale East Finchley a febbraio del 1887, su richiesta dei residenti per evitare confusioni con le aree povere e degradate dell'East End di Londra.
A partire dal 1923 la stazione è passata alla London and North Eastern Railway (LNER).

### Il progetto Northern Heights e l'arrivo della linea Northern
Nel 1935 il London Passenger Transport Board ha presentato il Northern Heights project, nell'ambito del quale le linee ferroviarie della LNER tra Finsbury Park ed Edgware, High Barnet ed Alexandra Palace sono state collegate a East Finchley (Northern Line) e a Finsbury Park (Northern City Line).

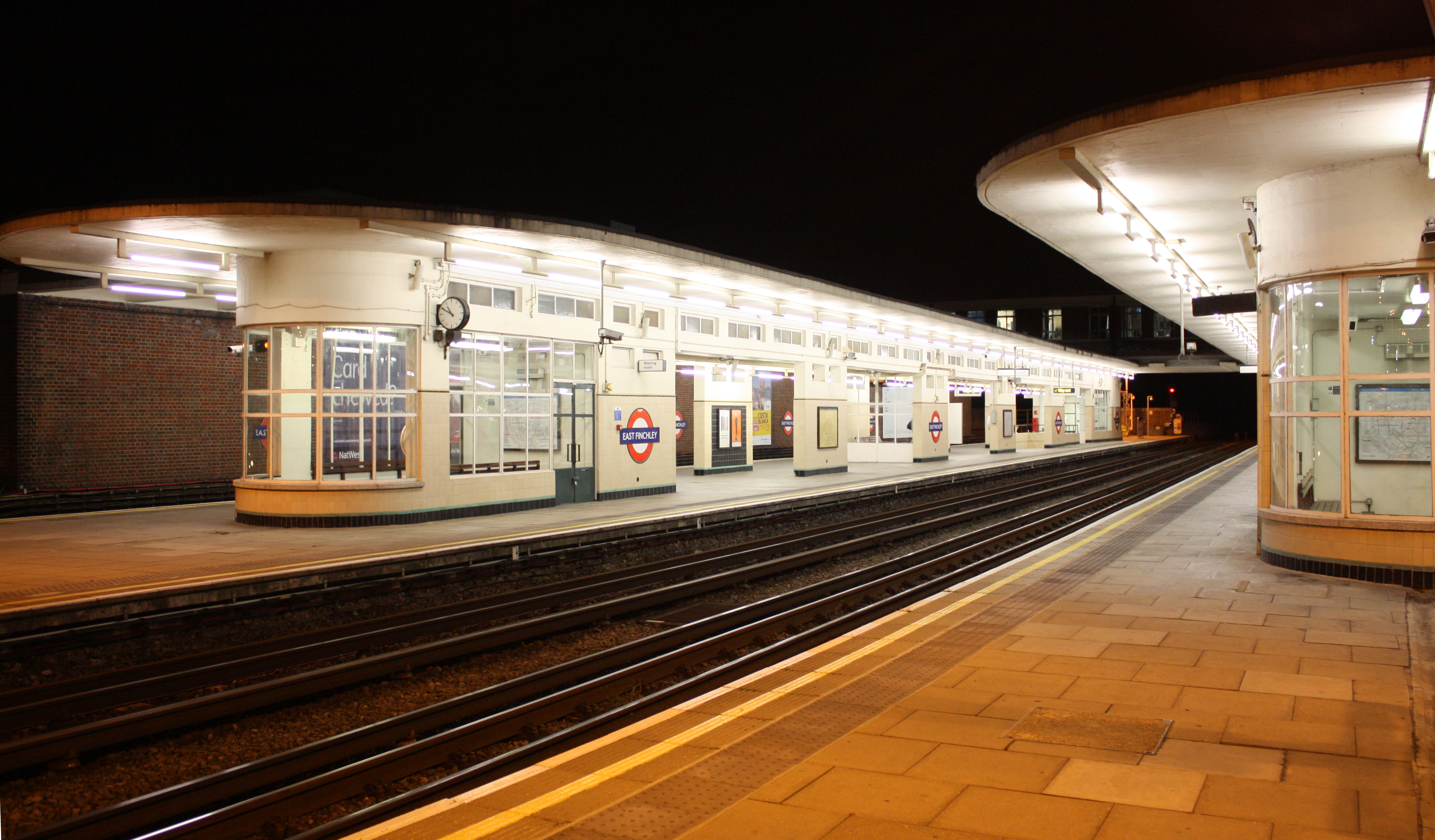
Le sale di aspetto della stazione

In quest'occasione la stazione originale è stata completamente demolita e ricostruita, con l'aggiunta di 2 nuovi binari. I servizi della Northen Line sono cominciati nel luglio del 1939 ed estesi verso nord ad High Barnet nell'aprile del 1940.
Nel 1941 sono terminati i servizi di superficie della LNER e nel 1962 ha chiuso lo scalo merci.

## L'edificio della stazione

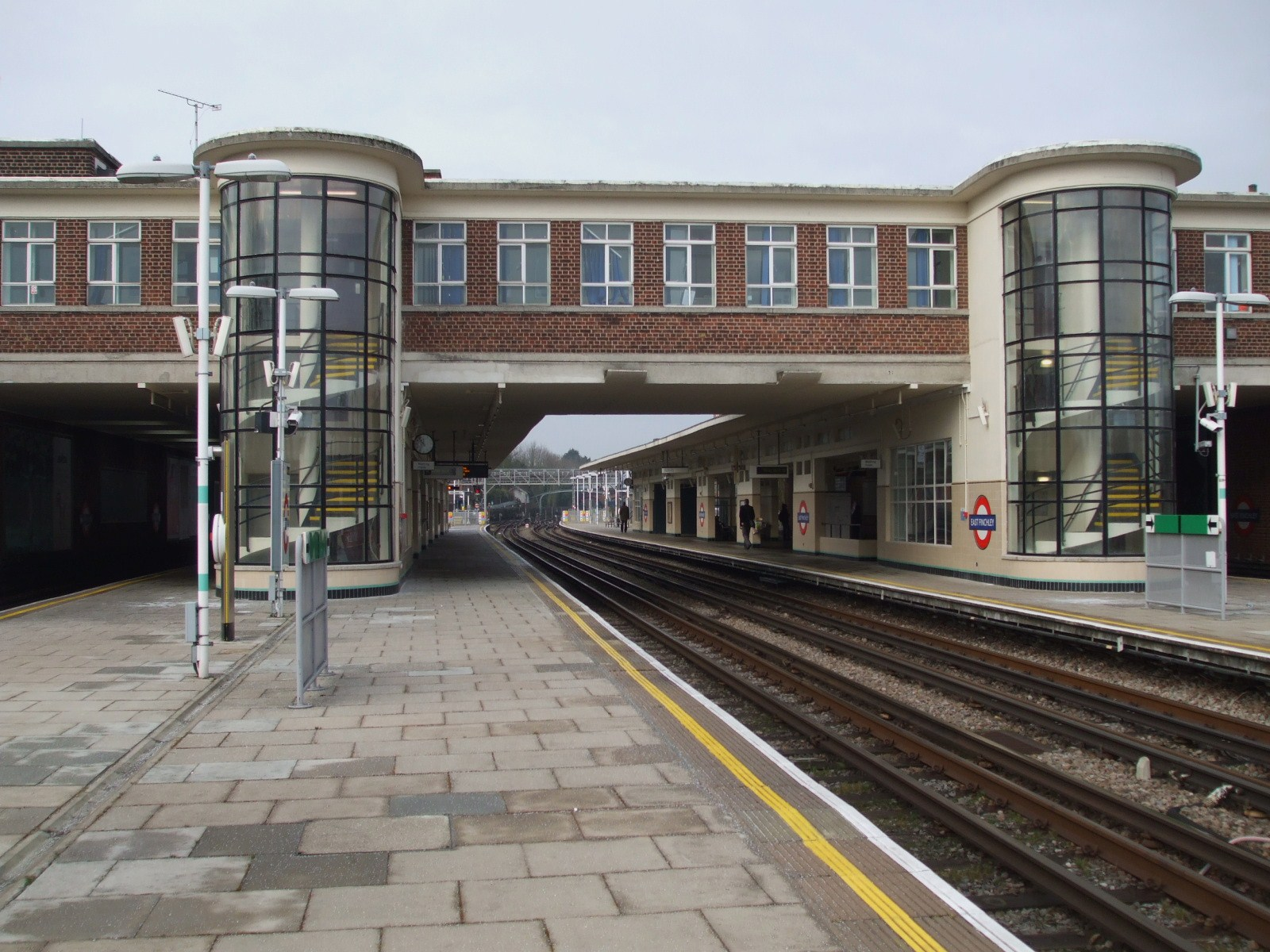
Le scale a vetri e gli uffici a ponte sui binari

A luglio 1987 l'edificio della stazione è diventato un Monumento classificato di grado II, al pari di altre stazioni della London Underground.
L'edificio del 1939 è stato ricostruito in stile art déco/streamline moderno da Charles Holden e L.H. Bucknell. Come per gli altri edifici di Holden per il London Underground degli anni '30, la stazione di East Finchley è influenzata dall'architettura europea, in particolare quella olandese.

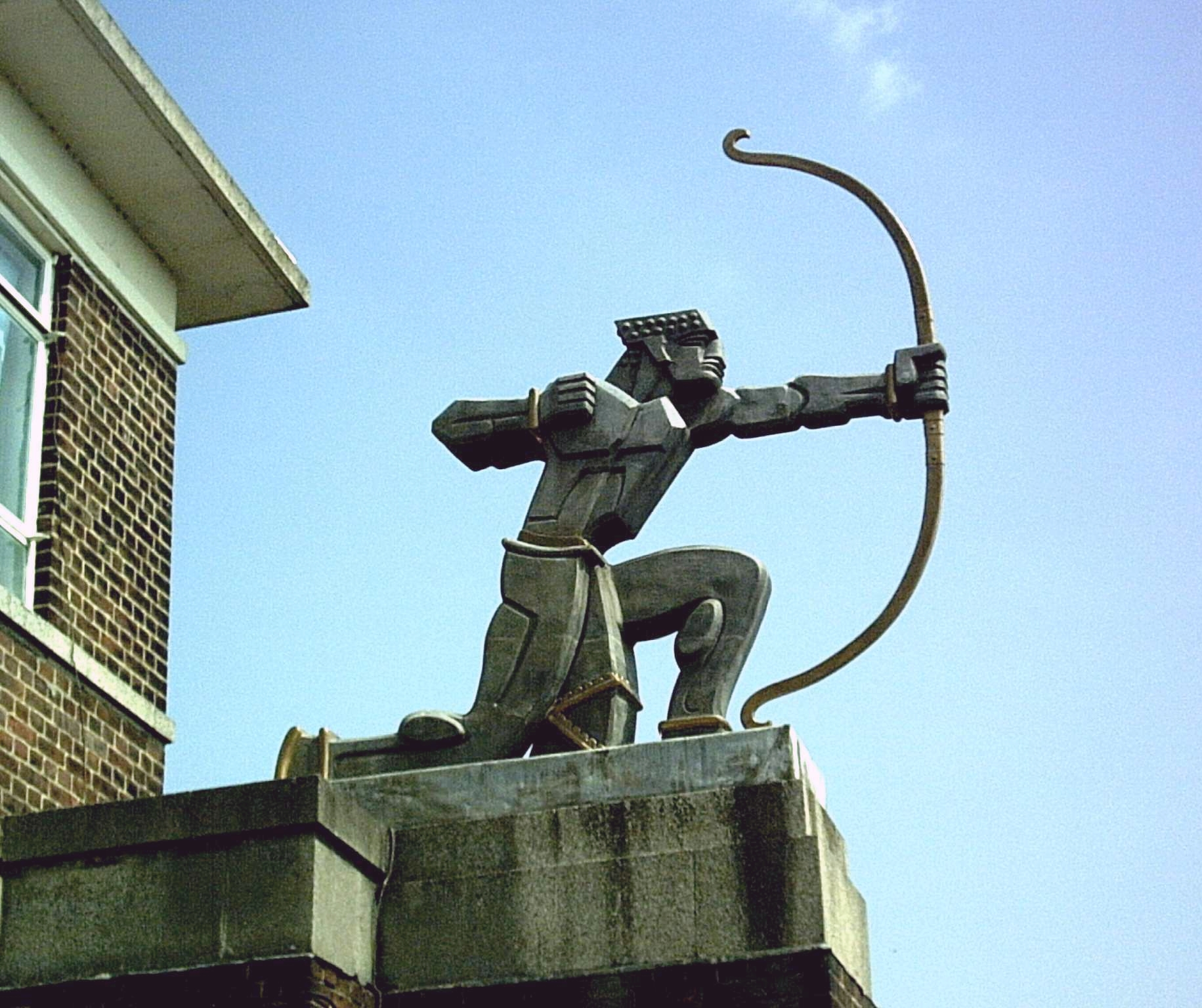
L'arciere di Aumonier

Elementi caratteristici della stazione sono le scale vetrate a semicerchio con accesso sugli uffici sospesi a ponte sopra i binari e la statua dell'arciere (The Archer, posta all'entrata dell'edificio), opera di Eric Aumonier che allude alle battute di caccia che tradizionalmente si tenevano nella vicina Foresta di Enfield. Alla statua si ispira un giornale locale, The Archer, che la utilizza anche come logo.
East Finchley si trova nella Travelcard Zone 3.

## Interscambi
Nelle vicinanze della stazione effettuano fermata alcune linee urbane automobilistiche, gestite da London Buses..
- Fermata autobus

## Galleria d'immagini

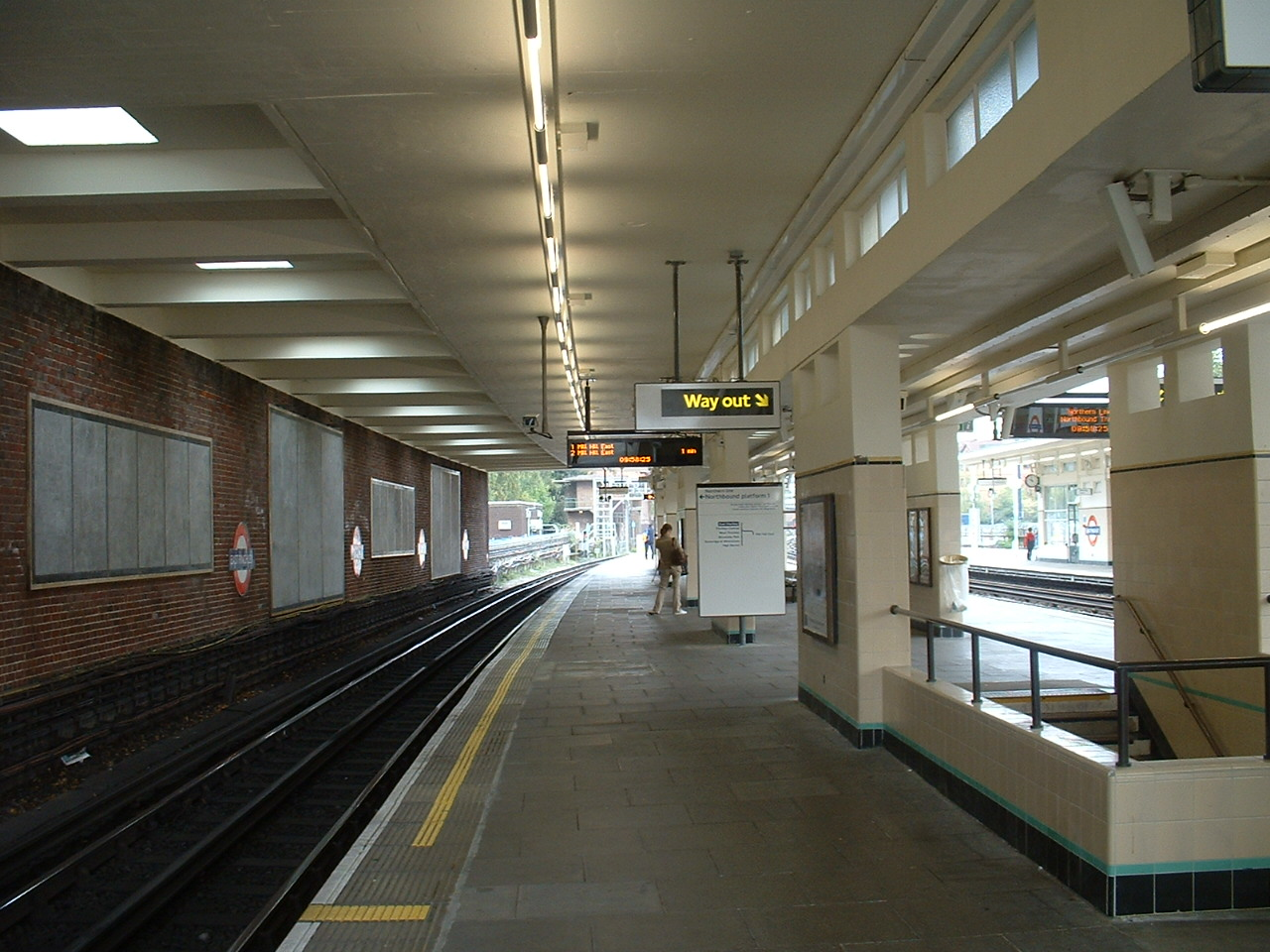
Binario nord.
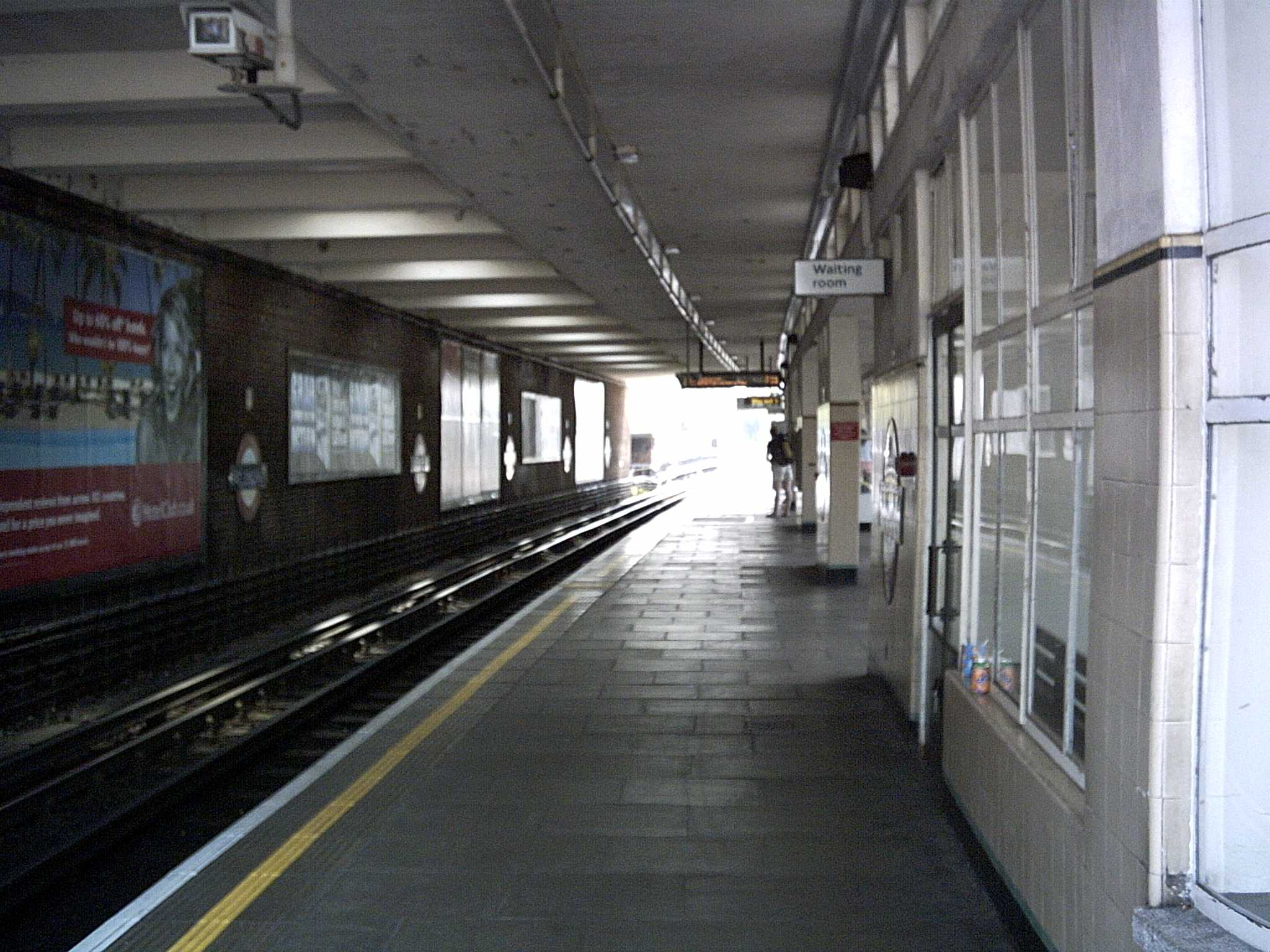
Binario sud.
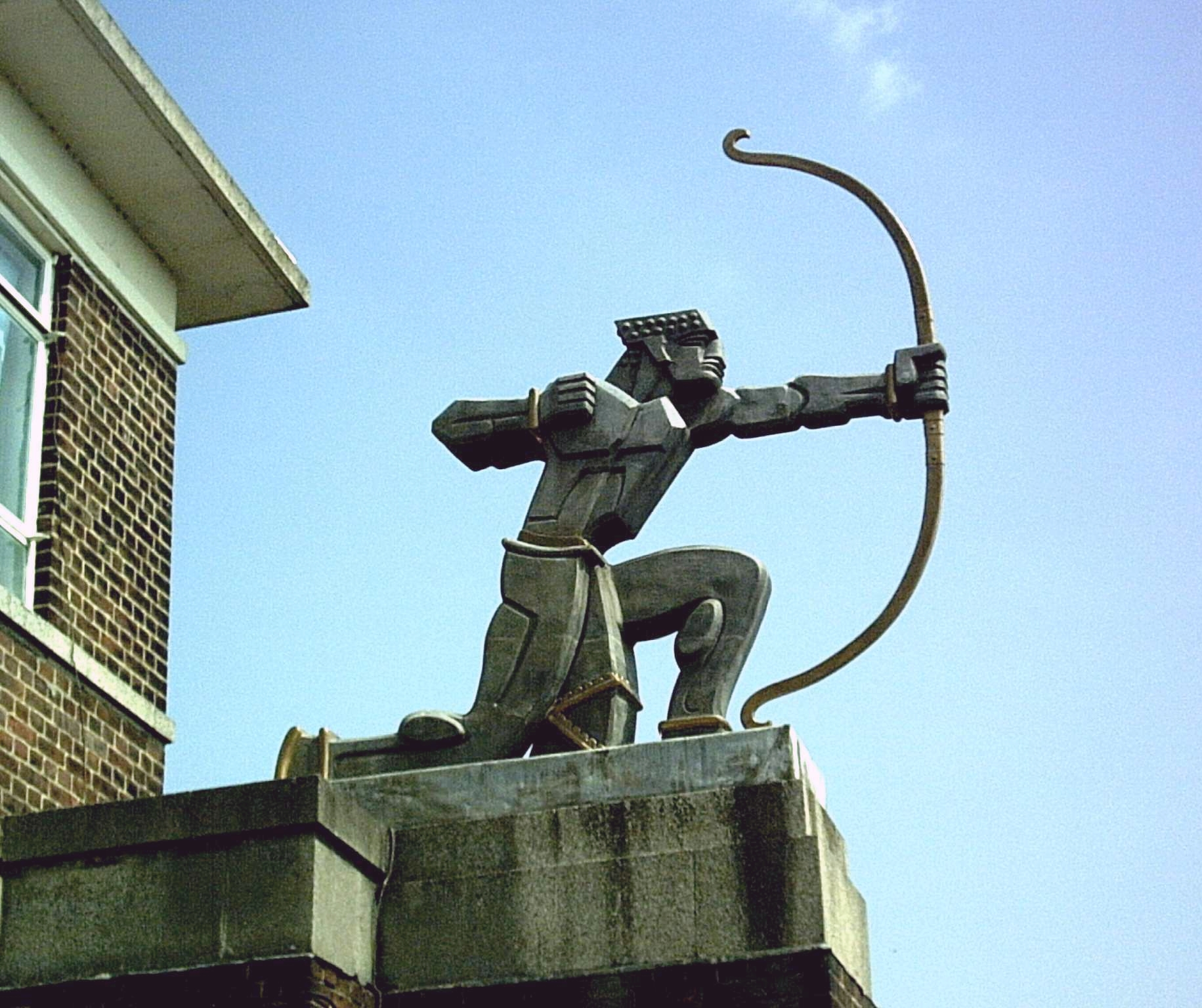
L'arciere.
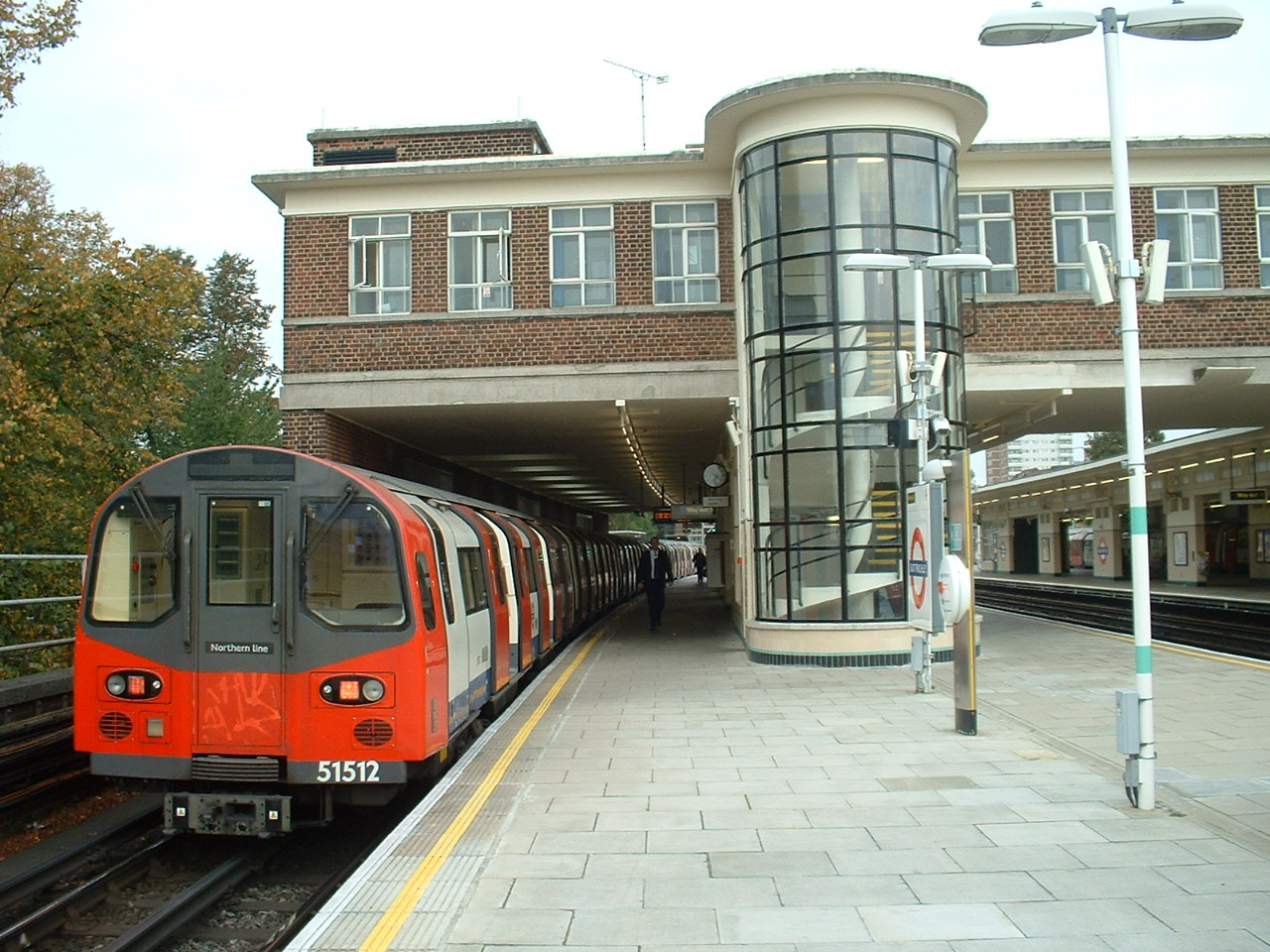
Gli uffici a ponte sui binari.
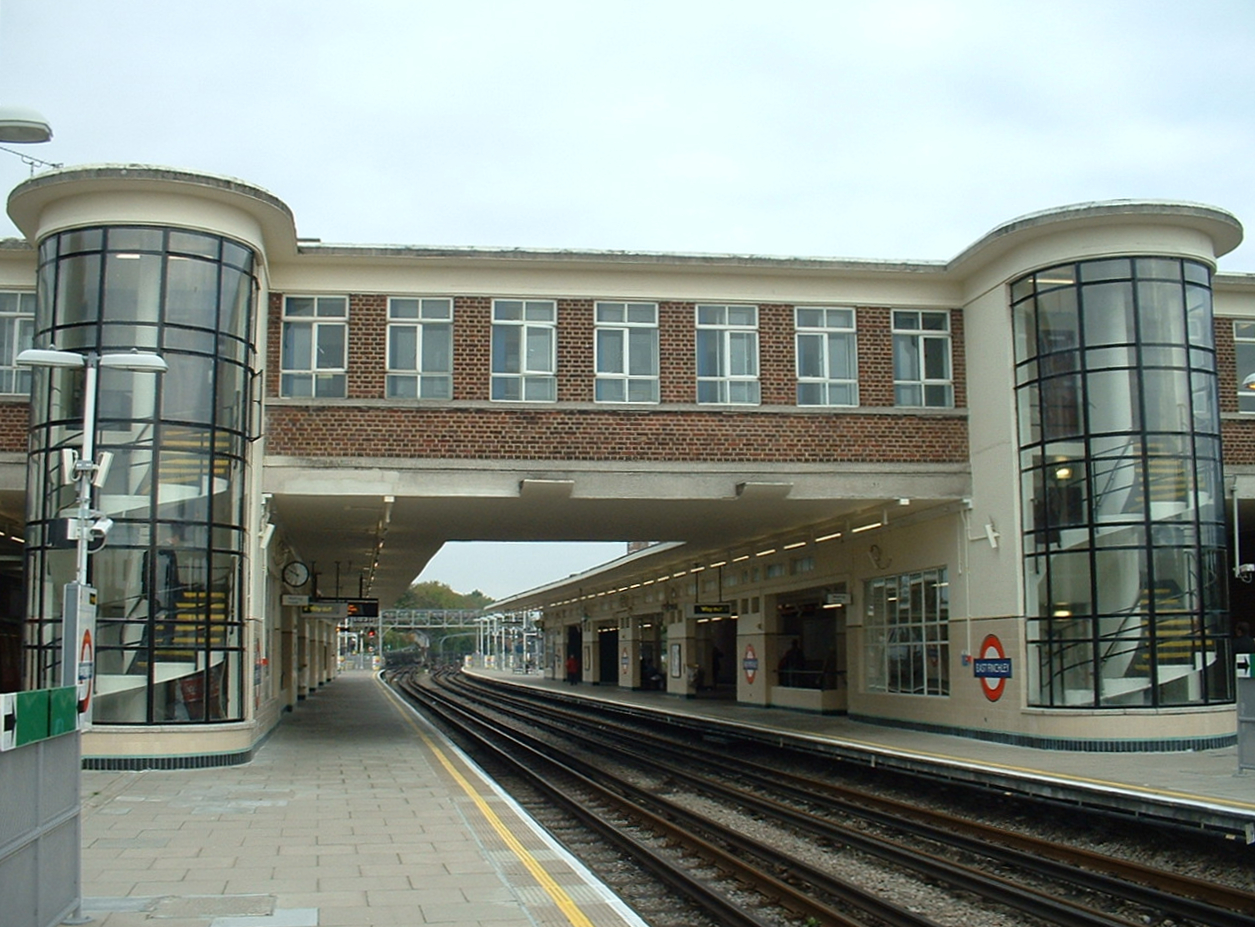
Gli uffici a ponte sui binari centrali.
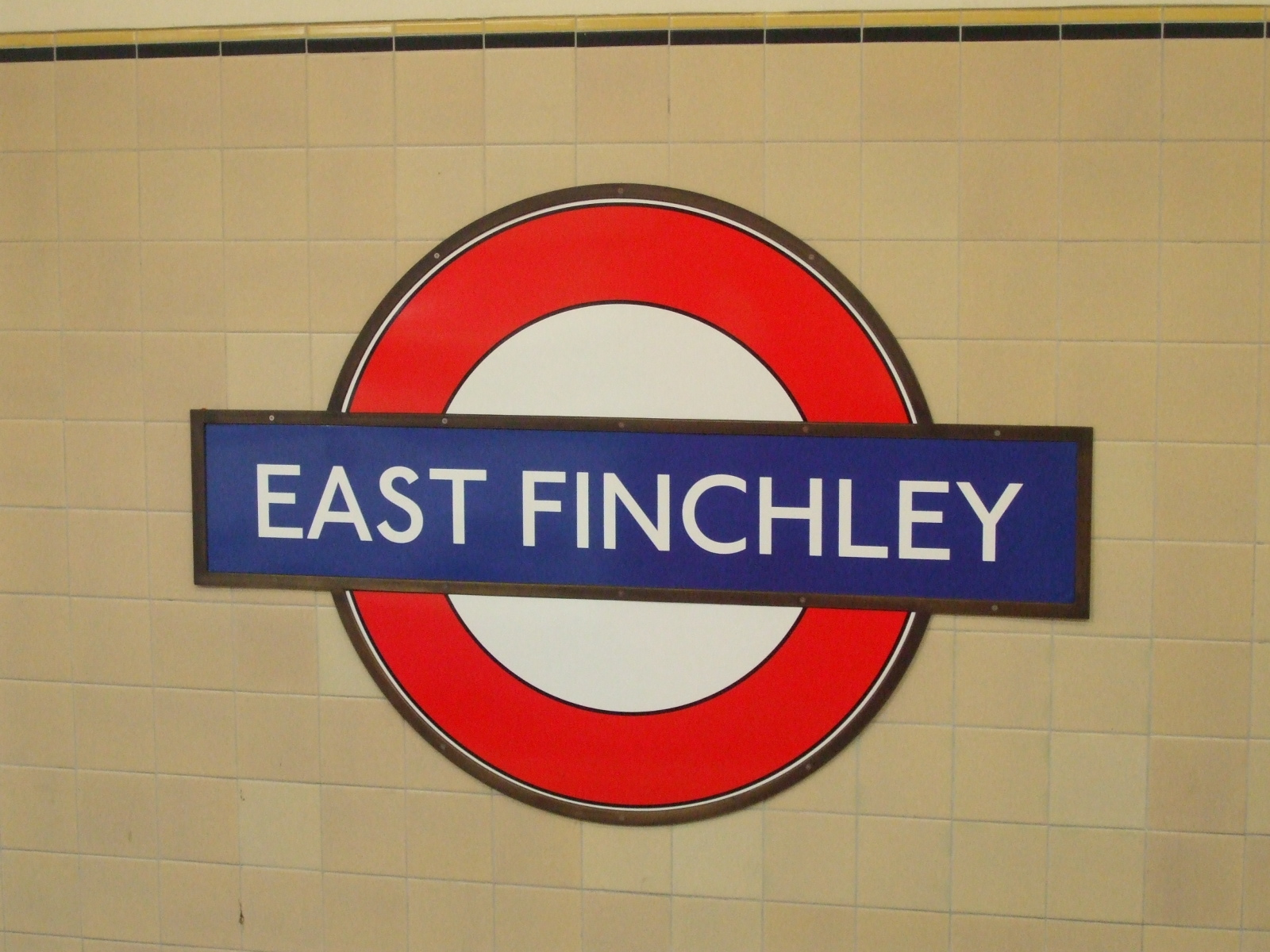
Nome della stazione sul binario.